# ماريو أدورف
ماريو أدورف (بالألمانية: Mario Adorf )‏ (و. 1930  م) هو ممثل، وكاتب، وممثل دوبلاج، وممثل أفلام، وممثل مسرحي، من سويسرا، ولد في زيورخ.

## التعليم
تعلم في جامعة ماينتس.

## جوائز
حصل على جوائز منها:
- جائزة العلم والأدب  [لغات أخرى]‏ (2001)
- ميدالية كارل تسوكماير [الإنجليزية]‏ (1995)
- رومي  [لغات أخرى]‏
- صليب القائد لنيشان استحقاق جمهورية ألمانيا الاتحادية
- نيشان الاستحقاق لراينلند بالاتينات
- وسام الاستحقاق البافاري.

## وصلات خارجية
- ماريو أدورف على موقع IMDb (الإنجليزية)
- ماريو أدورف على موقع مونزينجر (الألمانية)
- ماريو أدورف على موقع قاعدة بيانات الأفلام العربية
- ماريو أدورف على موقع ألو سيني (الفرنسية)
- ماريو أدورف على موقع ميوزك برينز (الإنجليزية)
- ماريو أدورف على موقع أول موفي (الإنجليزية)
- ماريو أدورف على موقع قاعدة بيانات الأفلام السويدية (السويدية)
- ماريو أدورف على موقع إن إن دي بي (الإنجليزية)
- ماريو أدورف على موقع ديسكوغز (الإنجليزية)
- ماريو أدورف على موقع قاعدة بيانات الفيلم (الإنجليزية)